# مقصدهای پروازی اس۷ ایرلاینز

کشورهایی که اس۷ به آن‌ها پرواز انجام می‌دهد:

مقصدهای پروازی اس۷ ایرلاینز به شرح زیر است:

## مقصدها

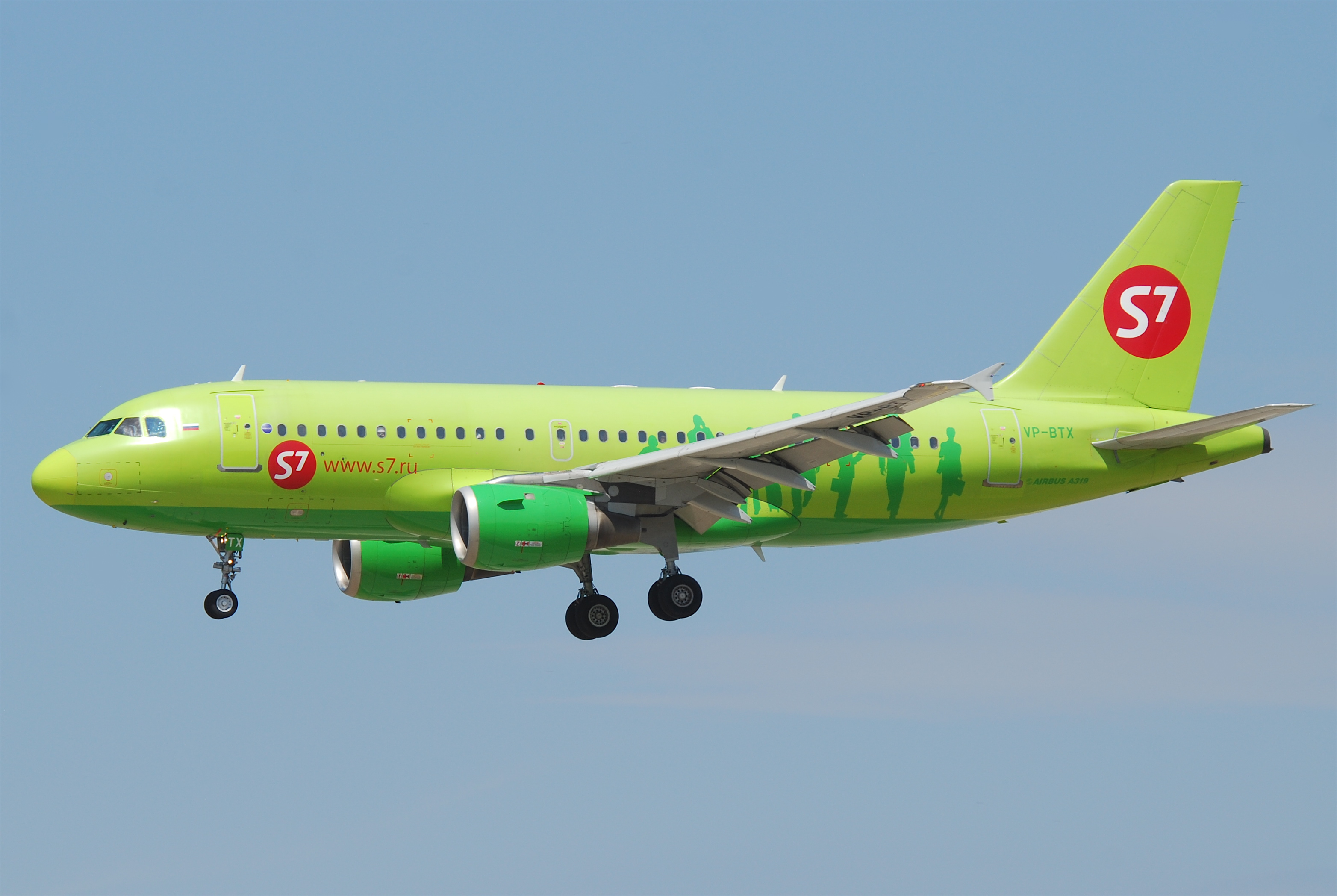
یک فروند ای۳۱۹–۱۰۰ متعلق به اس۷ ایرلاینز.

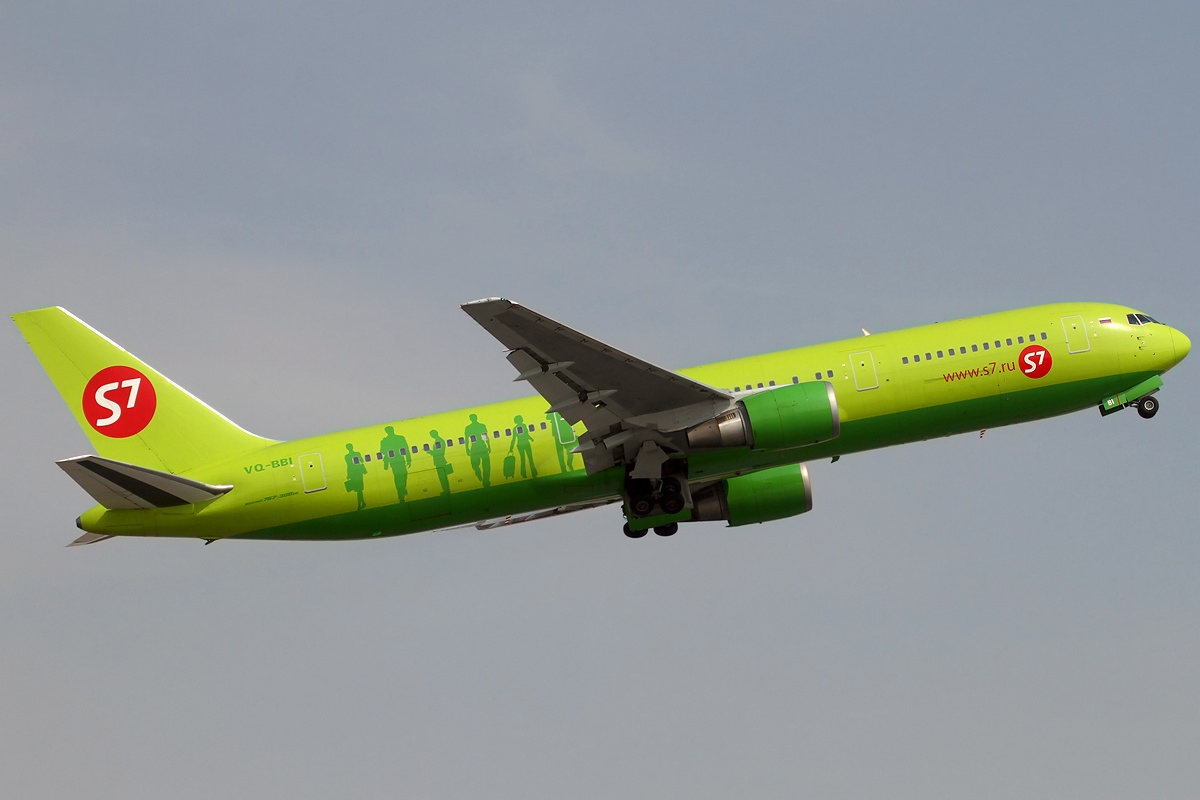
یک فروند بوئینگ ۷۶۷ متعلق به اس۷ ایرلاینز.

| [Hub] | قطب              |
| *     | مسیرهای آتی      |
| ^     | فصلی             |
| [T]   | مقصدهای متوقف‌شده |